# Djurgårdsstaden
Djurgårdsstaden ist ein historisches Stadtviertel auf Djurgården in Stockholm und ein Teil des Nationalstadtparks Ekoparken.

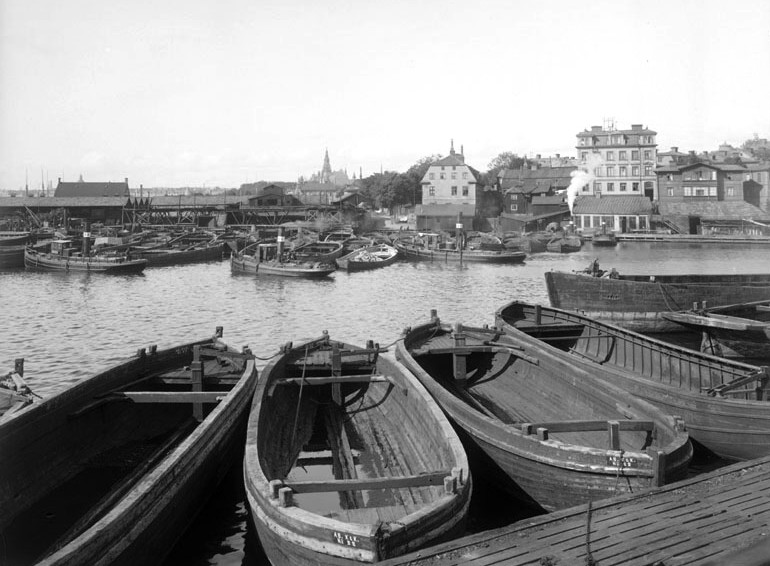
Djurgårdsstaden und Djurgårdsvarvet um 1900, gesehen von der Insel Beckholmen.

## Geschichte

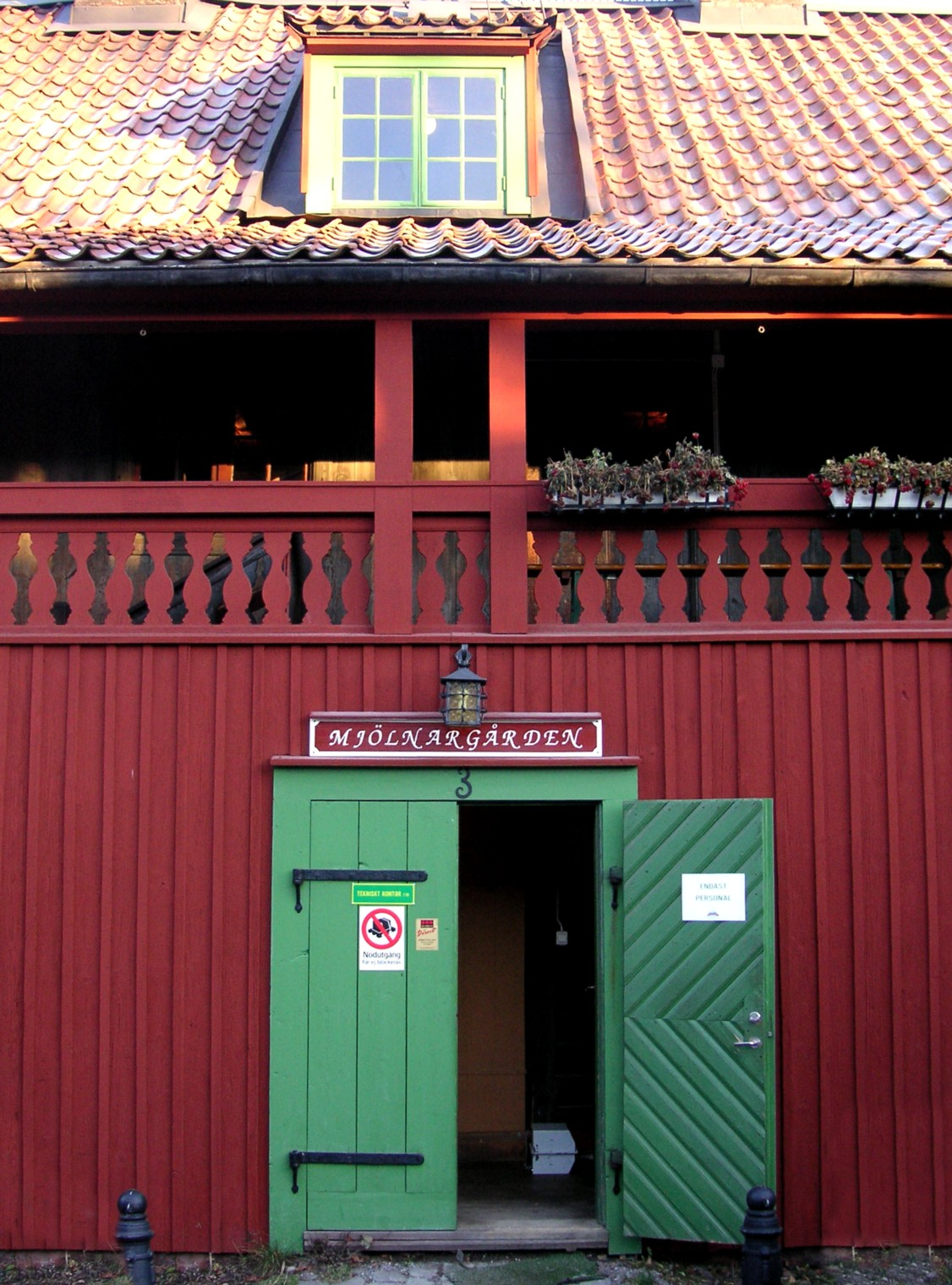
Mjölnargården

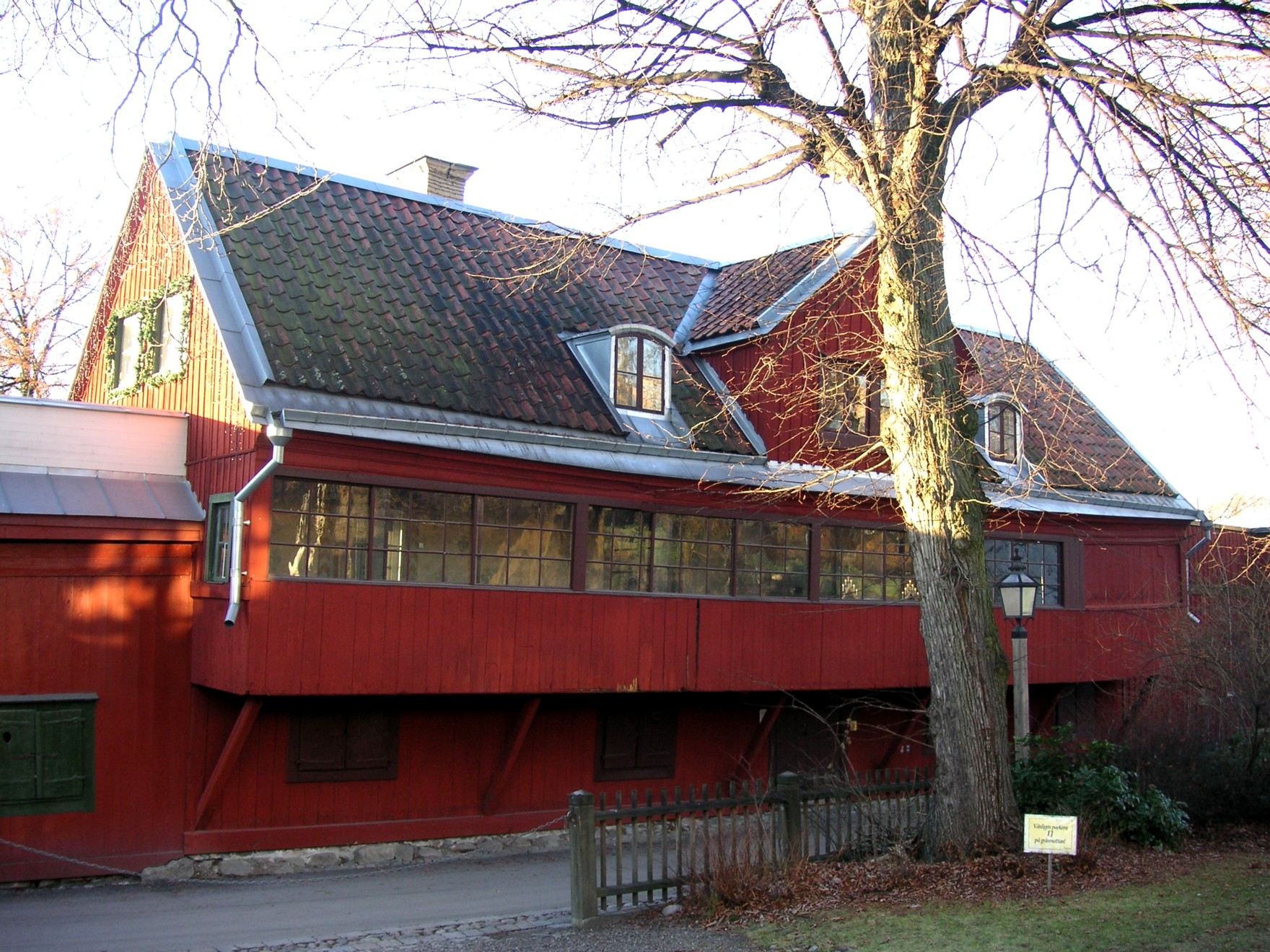
Bellmanshuset

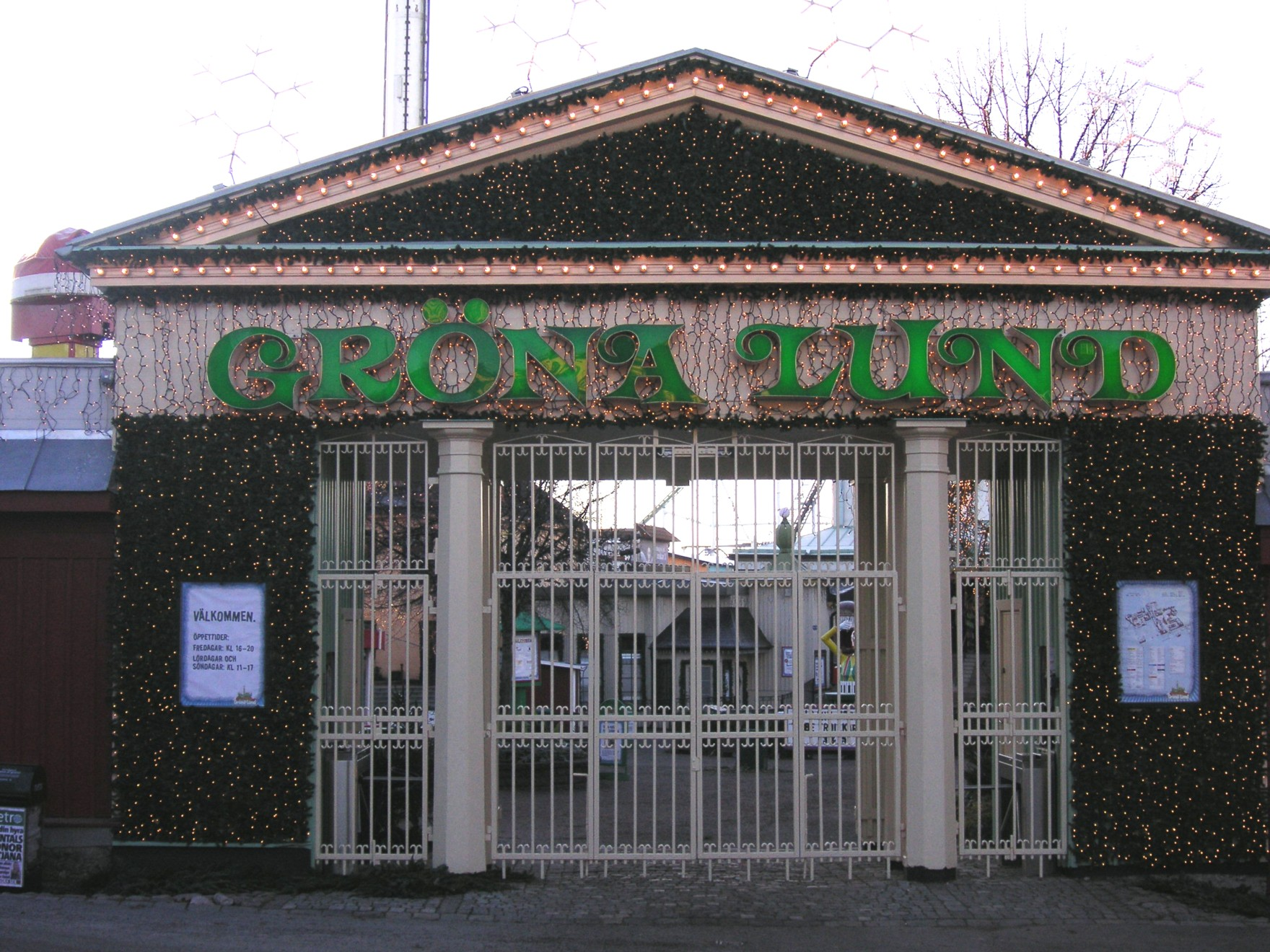
Gröna Lunds alter Haupteingang

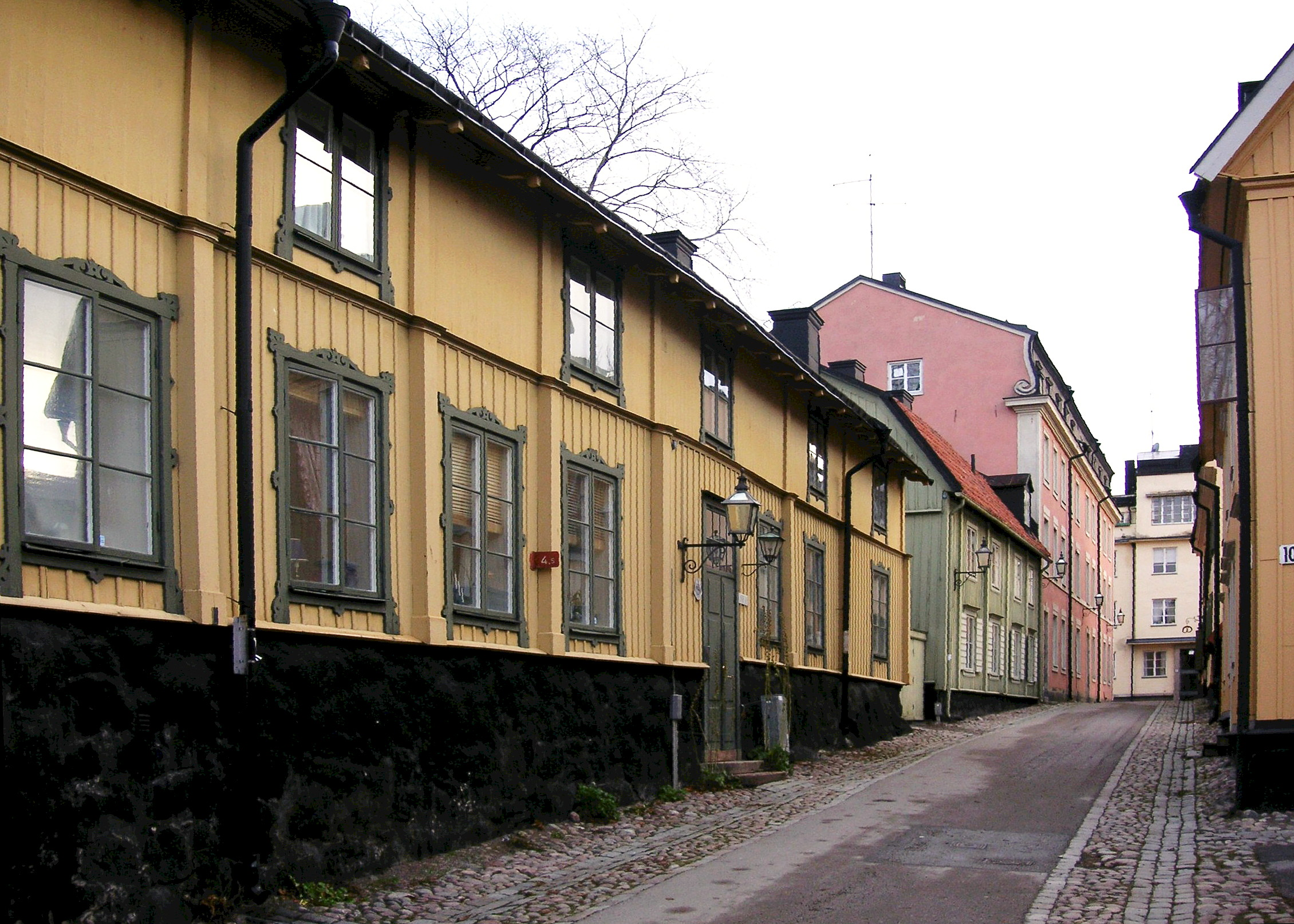
Långa Gatan

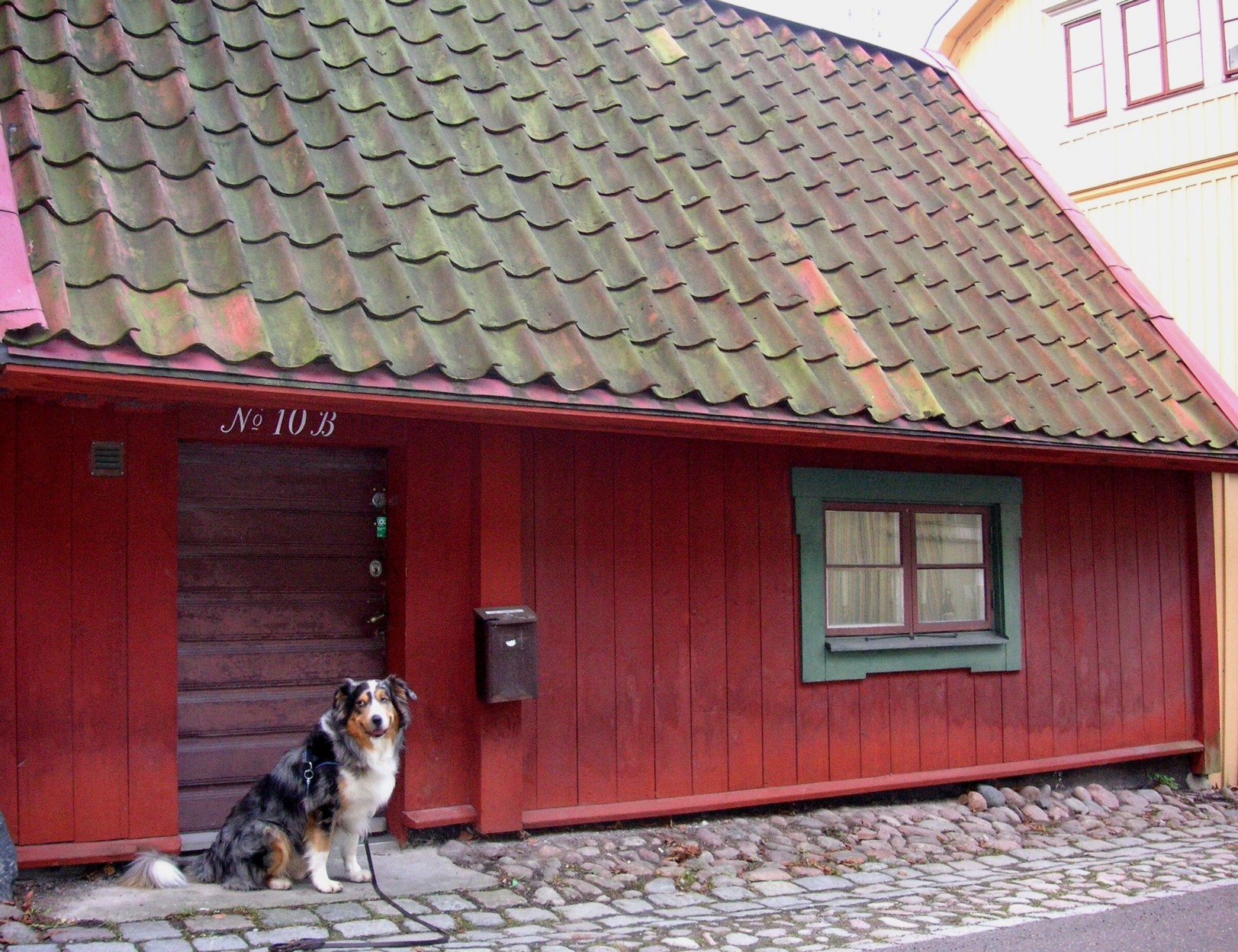
Dödgrävarns hus

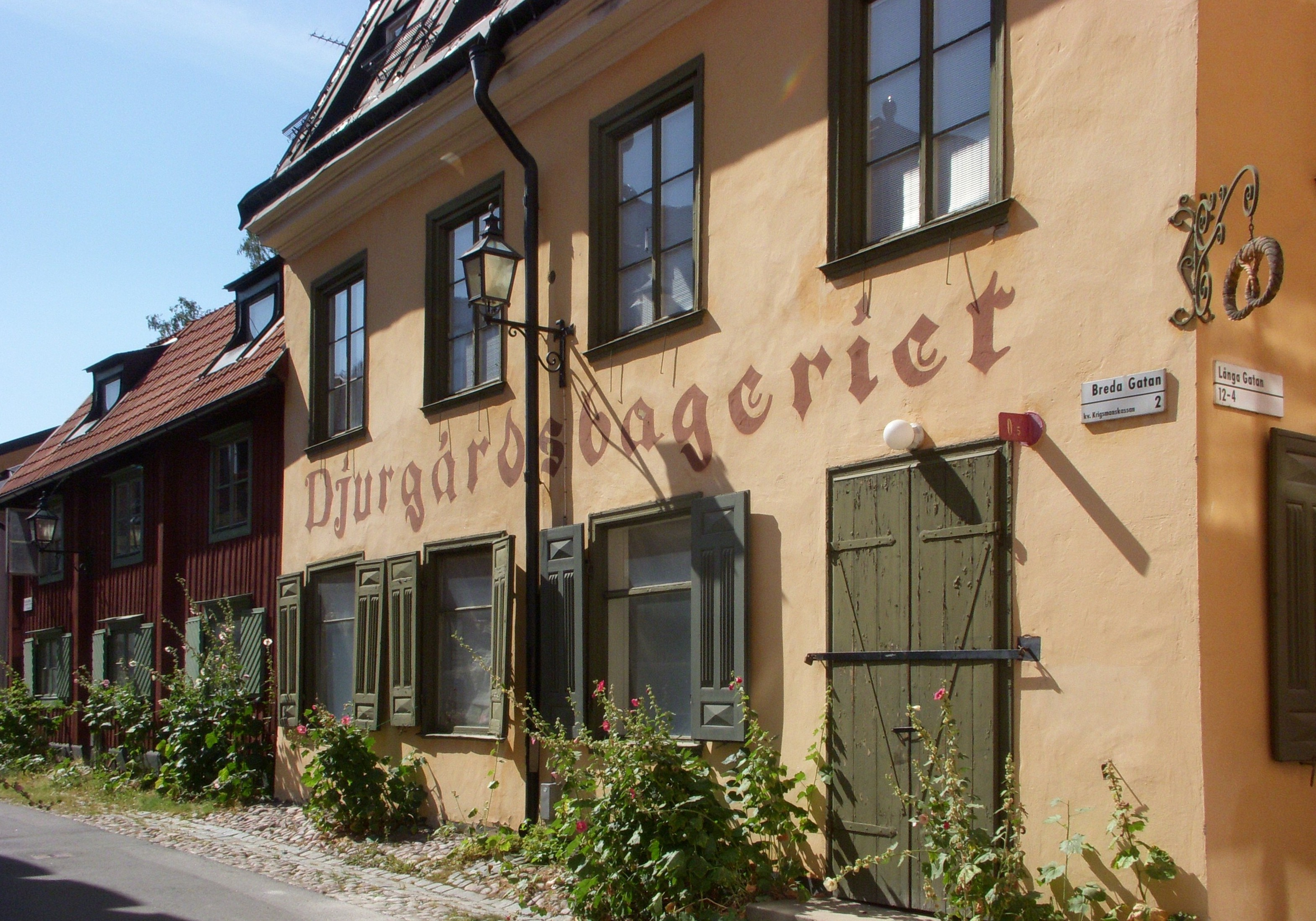
Djugårdsbagariet

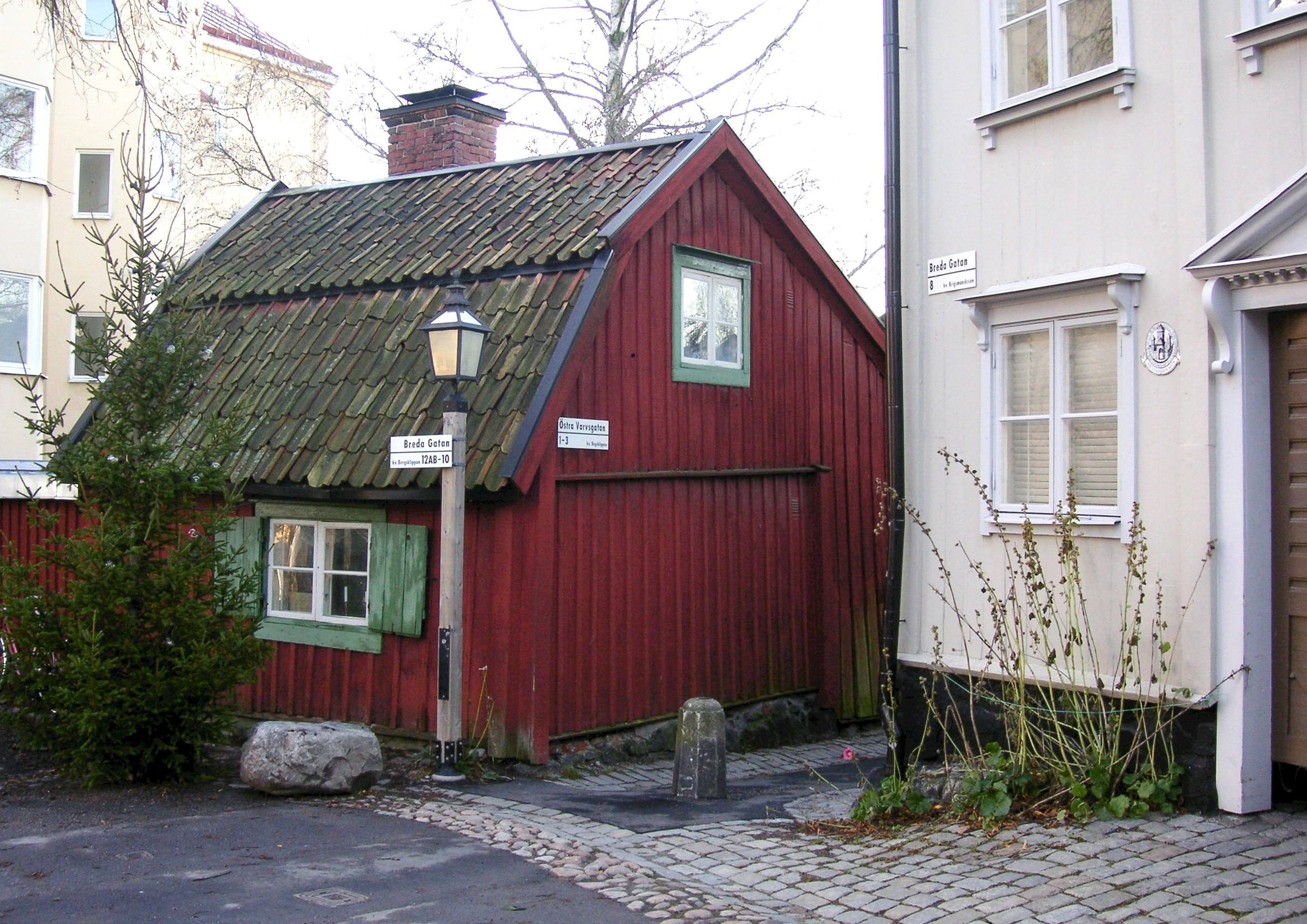
Skampålens torg

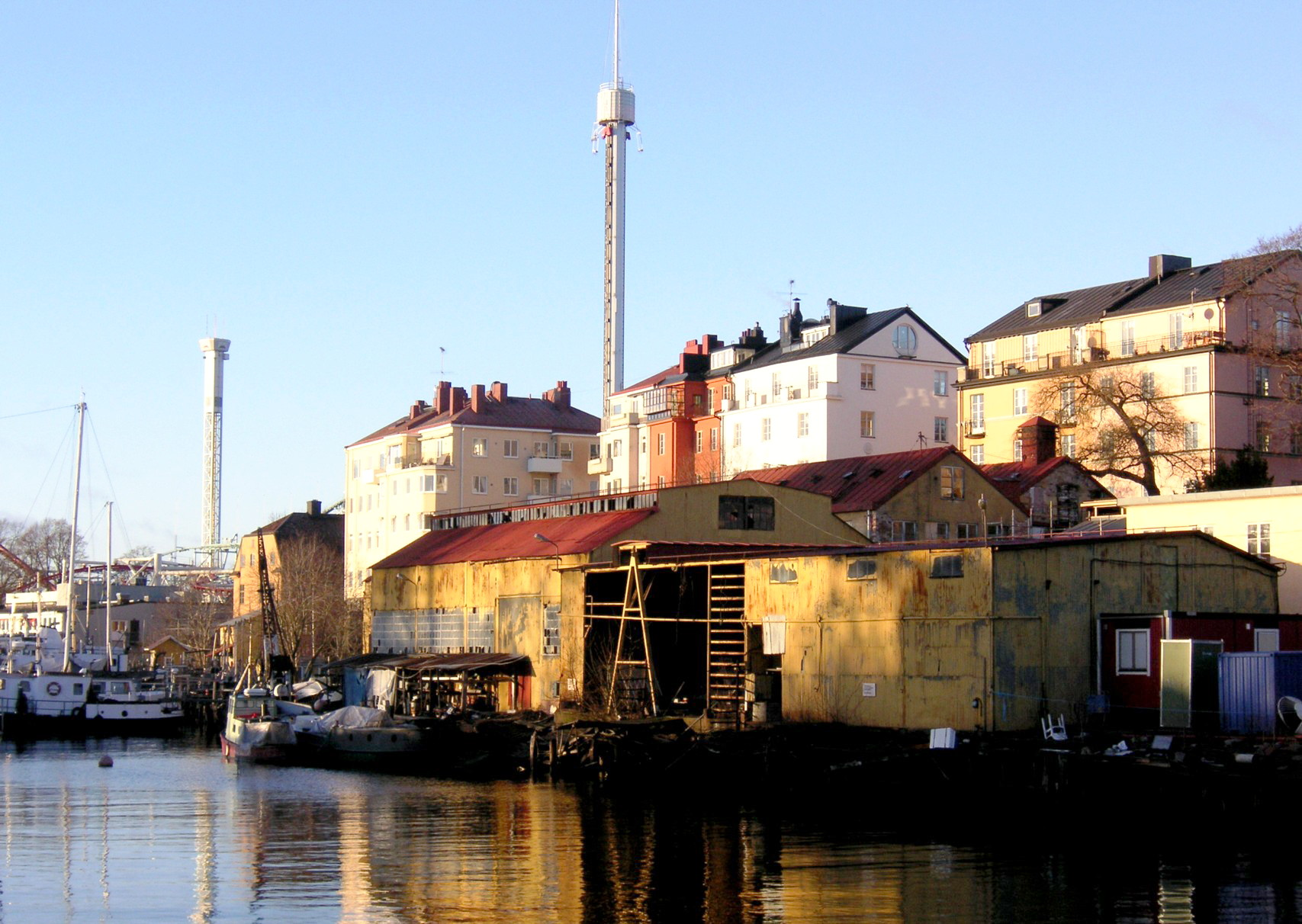
Djurgårdsvarvet
im Hintergrund „Gröna Lund“

Djurgårdsstaden (die Tiergartenstadt) wurde in früheren Zeiten auch Båtsmansstaden (die Bootsmannstadt) genannt. Im Jahr 1646 wurden hier auf Königin Christinas Initiative hin ein Krankenhaus und Wohnungen für Seeleute errichtet. Die erste Bebauung bestand aus vierzehn kleinen Häusern, die als Krankenunterkünfte für Bootsmänner dienten, davon existiert jedoch heute nichts mehr. Heute besteht Djurgårdsstaden hauptsächlich aus einer Holzhausbebauung aus dem 18. Jahrhundert. Diese fungierte als Unterkunft für die Arbeiter der nahe gelegenen Schiffswerft, Djurgårdsvarvet, und der Teer- oder Pechherstellung auf der benachbarten Insel Beckholmen (Pechinsel). In den 1930er Jahren kamen noch einige Wohnhäuser im Stile des Neoklassizismus hinzu. Die schmalen Gässchen und Straßen Lilla Allmänna Gränd, Långa Gatan, Breda Gatan, Nordensiöldsgatan und viele andere, haben alle ihre eigene Geschichte.
Heute wohnen hier ca. 200 Personen und man empfindet das altertümliche Stadtviertel als ein Idyll, das nur vom Lärm des nahe gelegenen Vergnügungsparks „Gröna Lund“ zur Sommerzeit gestört wird. Djurgårdsstaden ist ein so genanntes Reservatgebiet (reservatsområde) d. h. eine Anzahl von Gebäuden in einem erhaltenen kulturhistorischen Stadtgebiet, vergleichbar mit der Stockholmer Altstadt Gamla Stan, jedoch viel kleiner.

## Lilla Allmänna Gränd
Wie schon der Name andeutet war diese Gasse zugänglich für die Allgemeinheit, sie bekam ihren Namen 1806. An Lilla Allmänna Gränd befindet sich der falunrote Mjölnargården (Müllerhof). Das Haus hatte ursprünglich zwei Flügelbauten und einen kleinen Garten mit dem Namen „Gröna Lunden“ (der grüne Hain). Auf der anderen Seite zur Långa Gatan hin befindet sich das Bellmanshuset (nach den Dichter Carl Michael Bellman). Das Bellmanhaus kam 1990 in staatlichen Besitz, es war da ziemlich heruntergekommen und eigentlich abbruchreif. Seit 250 Jahren war nichts gemacht worden, das hatte den Vorteil, dass die „Kulturlager“ intakt waren. Das Gebäude wurde gründlich restauriert, unter vielen Farb- und Tapetenschichten fand man beispielsweise zeitgenössische Wand- und Deckenbemalungen, die vorsichtig konserviert wurden. Die Restaurierung wurde 2005 mit EUs Europa Nostra Award belohnt.
Hier befand sich auch einmal das von Bellman besungene Wirtshaus „Gröna Lund“, das dem Tivoli vermutlich den Namen verliehen hat. Lilla Allmänna Gränd trennt den Tivoli in zwei Hälften, eine kleine Brücke verbindet die beiden Seiten.

## Långa Gatan
Die „Lange Straße“ ist die Längste in Viertel, ganze 150 Meter. Am nordwestlichen Ende befindet sich der alte Haupteingang zum Tivoli Gröna Lund. Auf halber Straßenlänge steht ein kleines rotes Häuschen mit der Nummer 10 B, die Eingangstür ist gerade 1,50 Meter hoch. Das ist das Haus des Totengräbers (Dödsgrävarens hus). Auf dem Hof liegt ein niedriger Bau aus Natursteinmauerwerk, das ehemalige Leichenhaus. Die Wohnung des Totengräbers stammt aus den 1770er Jahren und besteht aus nur einem Raum. Man brauchte hier einen Totengräber, denn in der Nähe ließ Karl XI. einen Friedhof für umgekommene Seeleute anlegen.

## Breda Gatan
Die „Breite Straße“ bekam ihren Namen 1806 und es sind sicherlich die kleinen Dimensionen in Djurgårdsstaden, die diese Straße breit erscheinen lässt. Ecke Långa Gatan und Breda Gatan befindet sich die ehemalige Bäckerei (Djurgårdsbagariet), 1852 vom Bäcker Johan Thiel erbaut. Nun wird nicht mehr Brot gebacken, sondern ein Künstler hat hier sein Atelier. Am Ende der Breda Gatan liegt der Skampålens torg.

## Skampålens torg
Der Name dieses Platzes rührt vom Pranger (in Gestalt eines hölzernen Bootsmanns) her, der hier einmal stand. Der Verurteilte wurde mit einer Kette um den Hals daran befestigt. Die Figur wurde in einer Herbstnacht 1849 gestohlen. Hier steht heute noch ein kleines rotes Häuschen aus dem Jahre 1749. Die Fensterluken haben Gucklöcher zum Platz hinaus. Djurgårdens Heimatverein hat nunmehr seinen Sitz hier.

## Nordenskiöldsgatan
Hinter dem Skampålens torg befinden sich die neueren Wohnviertel aus den 1930er Jahren. Die Straße ist nach dem Entdeckungsreisenden Adolf Erik Nordenskiöld benannt, der 1878–1880 mit seinem Schiff Vega die Nordostpassage fand. Der Mann hinter dieser Namensgebung war Salomon August Andrée, der 1897 mit seinem Versuch scheiterte, den Nordpol mit einem Ballon zu erreichen. Auch er ist hier in einem Straßennamen verewigt.

## Djurgårdsvarvet
Diese Schiffswerft existiert seit 1735, als ein Ephraim Lothsack dieses Gebiet kaufte. Unter ihm erlebte die Werft ihre Blütezeit, es wurden hunderte von Schiffen gebaut und repariert, u. a. lief hier im Jahr 1788 Gustav III.s Schiff Amphion vom Stapel, das ihm im Krieg gegen Russland als Hauptquartier diente. Bis in die 1970er Jahre wurden noch Seenotrettungskreuzer gebaut und gewartet, dann verfiel die ahnenreiche Werft und bietet heute (2007) einen traurigen Anblick mit maroden Wellblechbauten und einen zusammengesackten Kai. Aber es gibt realistische Pläne, das Gebiet zu sanieren und ein marinekulturelles Zentrum für den Erhalt von Holzbooten zu schaffen.
1980 wurde das Aufgabengebiet der Firma Djurgårdsvarvet um den Bereich "Vermittlung von gebrauchten Schiffen" von Arne Timmerling, der zuvor jahrelang auf der Werft arbeitete, erweitert. Der Firmensitz liegt heute auf Fjällgatan 34 in Stockholm mit Blick auf die alte Werft. Djurgårdsvarvet hat sich mittlerweile im Bereich kleiner bis mittelgroßer kommerzieller Schiffe und Yachten als größter Schiffsmakler Skandinaviens etabliert.